# Amblyseiulella nucifera
Amblyseiulella nucifera är en spindeldjursart som först beskrevs av Gupta 1979.  Amblyseiulella nucifera ingår i släktet Amblyseiulella och familjen Phytoseiidae. Inga underarter finns listade i Catalogue of Life.